# Diócesis de Pyay
La diócesis de Pyay (en latín: Dioecesis Pyayen(sis) y en birmano: ပြည်သာသနာကို) es una circunscripción eclesiástica latina de la Iglesia católica en Birmania, sufragánea de la arquidiócesis de Yangón. La diócesis tiene al obispo Alexander Pyone Cho como su ordinario desde el 3 de diciembre de 2010.

## Territorio y organización
La diócesis tiene 80 938 km² y extiende su jurisdicción sobre los fieles católicos de rito latino residentes en el estado Rakáin y parte del estado Chin, la región de Bago y la región de Magway.
La sede de la diócesis se encuentra en la ciudad de Pyay (antes llamada Prome), en donde se halla la Catedral de San Pablo.
En 2019 en la diócesis existían 22 parroquias.

## Historia
La prefectura apostólica de Akyab (hoy Sittwe) fue erigida el 9 de julio de 1940 con la bula Quo dominicus del papa Pío XII, obteniendo el territorio de la diócesis de Chittagong (hoy arquidiócesis de Chittagong).
El 19 de septiembre de 1957 tomó el nombre de prefectura apostólica de Prome.
El 21 de febrero de 1961 la prefectura apostólica fue elevada a diócesis con la bula Cum in iis del papa Juan XXIII.
El 8 de octubre de 1991 la diócesis tomó su nombre actual en virtud del decreto Apostolicis de la Congregación para la Evangelización de los Pueblos.

## Estadísticas
De acuerdo con el Anuario Pontificio 2020 la diócesis tenía a fines de 2019 un total de 27 032 fieles bautizados.
| Año                                                                             | Población            | Población | Población      | Sacerdotes | Sacerdotes    | Sacerdotes    | Bautizados por sacerdote | Diáconos permanentes | Religiosos | Religiosos | Parroquias |
| Año                                                                             | Bautizados católicos | Total     | % de católicos | Total      | Clero secular | Clero regular | Bautizados por sacerdote | Diáconos permanentes | Varones    | Mujeres    | Parroquias |
| ------------------------------------------------------------------------------- | -------------------- | --------- | -------------- | ---------- | ------------- | ------------- | ------------------------ | -------------------- | ---------- | ---------- | ---------- |
| 1950                                                                            | 3319                 | 1 200 828 | 0.3            | 13         |               | 13            | 255                      |                      |            | 6          | 6          |
| 1970                                                                            | 8990                 | 1 750 000 | 0.5            | 9          | 1             | 8             | 998                      |                      | 8          | 14         | 4          |
| 1980                                                                            | 12 373               | 3 200 000 | 0.4            | 8          | 8             |               | 1546                     |                      | 3          | 45         | 13         |
| 1990                                                                            | 17 500               | 5 930 000 | 0.3            | 17         | 17            |               | 1029                     |                      | 4          | 59         | 20         |
| 1999                                                                            | 22 200               | 8 378 700 | 0.3            | 22         | 22            |               | 1009                     |                      | 2          | 62         | 20         |
| 2000                                                                            | 22 900               | 8 500 000 | 0.3            | 26         | 26            |               | 880                      |                      | 2          | 69         | 20         |
| 2001                                                                            | 23 300               | 8 700 000 | 0.3            | 26         | 26            |               | 896                      |                      | 2          | 72         | 20         |
| 2002                                                                            | 23 718               | 8 755 000 | 0.3            | 25         | 25            |               | 948                      |                      | 2          | 72         | 20         |
| 2003                                                                            | 24 000               | 8 880 000 | 0.3            | 25         | 25            |               | 960                      |                      | 2          | 74         | 20         |
| 2004                                                                            | 24 300               | 9 028 000 | 0.3            | 25         | 25            |               | 972                      |                      | 2          | 74         | 20         |
| 2010                                                                            | 25 000               | 9 425 000 | 0.3            | 31         | 31            |               | 806                      |                      |            | 69         | 20         |
| 2013                                                                            | 25 770               | 9 793 000 | 0.3            | 40         | 39            | 1             | 644                      |                      | 5          | 72         | 20         |
| 2016                                                                            | 26 100               | 7 000     | 0.4            | 43         | 42            | 1             | 606                      |                      | 4          | 76         | 21         |
| 2019                                                                            | 27 032               | 7 181 800 | 0.4            | 38         | 38            |               | 711                      |                      | 2          | 85         | 22         |
| Fuente: Catholic-Hierarchy, que a su vez toma los datos del Anuario Pontificio. |                      |           |                |            |               |               |                          |                      |            |            |            |

## Episcopologio
- Thomas Albert Newman, M.S. † (12 de julio de 1940-2 de octubre de 1975 renunció)
- Joseph Devellerez Thaung Shwe † (2 de octubre de 1975-3 de diciembre de 2010 retirado)
- Alexander Pyone Cho, desde el 3 de diciembre de 2010